# Narrillos del Rebollar
Narrillos del Rebollar es un municipio de España perteneciente a la provincia de Ávila, en la comunidad autónoma de Castilla y León. Está compuesto por dos entidades, Narrillos del Rebollar y Benitos del Rebollar. El término municipal tiene una población de 34 habitantes (INE 2024).

## Geografía
La localidad está situada a una altitud de 1378 m sobre el nivel del mar. En su término municipal nace el río Arevalillo.
| Noroeste: Cillán    | Norte: Chamartín | Noreste: Gallegos de Altamiros |
| Oeste: Valdecasa    |                  | Este: Sanchorreja              |
| Suroeste: Valdecasa | Sur: La Torre    | Sureste: La Torre              |

## Historia
Hacia mediados del siglo XIX, el lugar tenía contabilizada una población de 59 habitantes. Aparece descrito en el decimosegundo volumen del Diccionario geográfico-estadístico-histórico de España y sus posesiones de Ultramar de Pascual Madoz de la siguiente manera:

NARRILLOS DEL REBOLLAR: l. con ayunt. de la prov. part. jud. y dióc. de Avila (4 leg.), aud. terr. de Madrid (18), c. g. de Castilla la Vieja (Valladolid 22): sit. en el centro de 3 pequeños cerros que le dominan, le combaten los vientos E. y NO.: su clima es frio, padeciéndose por lo comun tercianas; tiene 30 casas de inferior construccion, casa de ayunt. que á la par sirve de cárcel, 4 fuentes de buenas aguas de las cuales se utilizan los vec. para sus usos, y una igl. parr. (Sto. Domingo de Guzman), aneja de la de Benitos, cuyo párroco la sirve: confina el térm. N. Benitos; E. Cillan; S. Balbarda, y O. Sanchorreja; se estiende una leg. poco mas ó menos en todas direcciones y comprende un monte de roble poco poblado, y algunos pastos, atraviesa el térm. un arroyo que tiene su origen de las vertientes de los cerros que le dominan: el terreno es de inferior calidad. caminos: los que dirigen á los pueblos limítrofes, en mal estado: el correo se recibe en la cab. del part. prod.. centeno, patatas y algo de lino; mantiene ganado lanar, vacuno y de cerda, y cria caza de conejos, perdices y otras aves. ind.: la agrícola, y 2 molinos harineros: el comercio está reducido á la esportacion de lana, y algun ganado vacuno y de cerda, é importacion de los art. de que se carece. pobl.: 17 vec., 59 alm. cap. prod.: 332,825 rs. imp.: 13,313. ind. y fabril 500. contr. 2,101 rs. con 1 mrs.
(Madoz, 1849, p. 31)

## Demografía
Narrillos del Rebollar cuenta con una población de 34 habitantes (INE 2024).
| Gráfica de evolución demográfica de Narrillos del Rebollar entre 1842 y 2021 |
| |
| Población de derecho según los censos de población del INE. Población de hecho según los censos de población del INE.Entre el censo de 1857 y el anterior, crece el término del municipio porque incorpora a Benitos. |